# Citron de Menton
Espèce
Le citron de Menton est une IGP de citron produite sur les communes de Castellar, Gorbio, Roquebrune-Cap-Martin, Sainte-Agnès et Menton (France) dans un microclimat favorable, rare pour cette latitude.

## Histoire

### L'apogée du XIXéme siècle
Le citronnier est attesté à Menton en 1471, à San Remo en 1372 et dans l'ensemble du golfe de Gênes. Dans les années 1800, on comptait 80 000 citronniers en culture à Menton. Le 2 février 1861 Menton est rattachée à la France. En 1885, La Liberté écrit:  «Le citron de Menton, particulièrement estimé, doit sa réputation autant à la valeur intrinsèque du fruit qu'au privilège exclusif dont la nature l'a doté, celui de supporter une longue traversée et de se conserver sain et intact plusieurs semaines après qu'il a été cueilli. On expédie les citrons de Menton et de Nice en Amérique, en Russie, dans le Nord extrême de l'Europe, et partout il arrive aussi frais et succulent qu'il était le jour de son embarquement. C'est par millions de citrons et par milliers de caisses que s'effectue ce commerce d'exportation, qui est la plus sérieuse et la plus sure ressource de ce délicieux pays». La fin du XIXe siècle est marquée par des gelées et des maladies (mal secco) qui entrainent un déclin de la production.

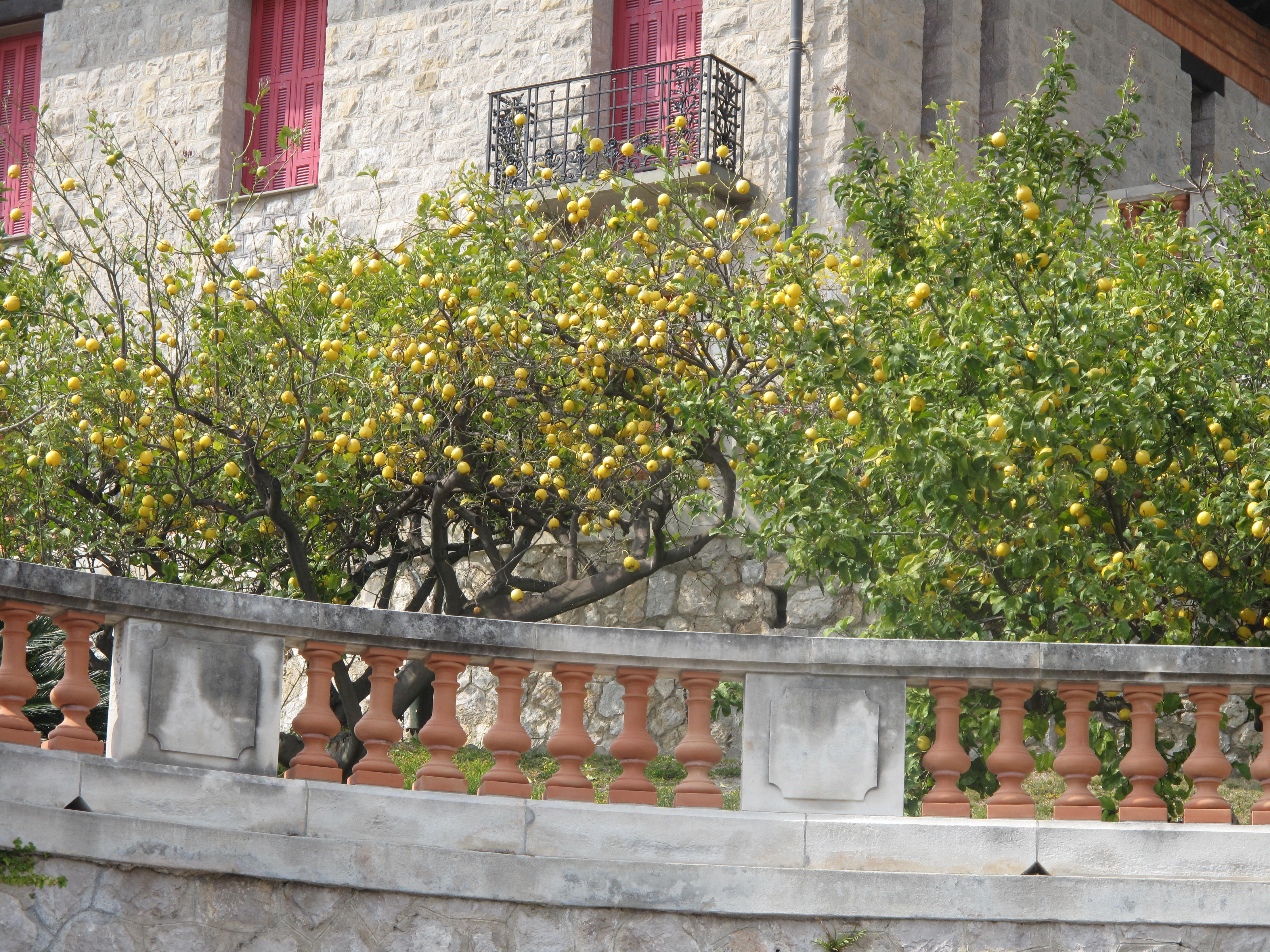
Citronniers sur le boulevard Garavan

En 1904, une première coopérative de producteurs se constitue. Le Bulletin mensuel de la Société d'économie politique nationale met en cause une baisse de qualité: «Lorsque Roquebrune et Menton étaient sous la dépendance du prince de Monaco, c'est-à-dire jusqu'en 1848, il y avait pour la culture et la cueillette des citrons des règlements draconiens remontant au Moyen Âge. [ ]  Le citron de Menton a une qualité, moins précieuse aujourd'hui qu'autrefois mais encore recherchée par certains consommateurs : quand il est cueilli à point il peut se conserver un an». En 1938 le Rallye automobile Citron est récompensé par un panier d'agrumes de Menton. En 1942, les vergers sont ravagés, en 1980 les dégâts causés par les cochenilles (Coccidae et Pseudococcidae) sont importants dans les Alpes-Maritimes et le Var.

La relance de l’agrumiculture commence en 1992, avec des d’aides financières. En 2012, 5 000 citronniers sont en culture. La production moyenne en 2020 est de 70 t de fruits labellisés en année moyenne.

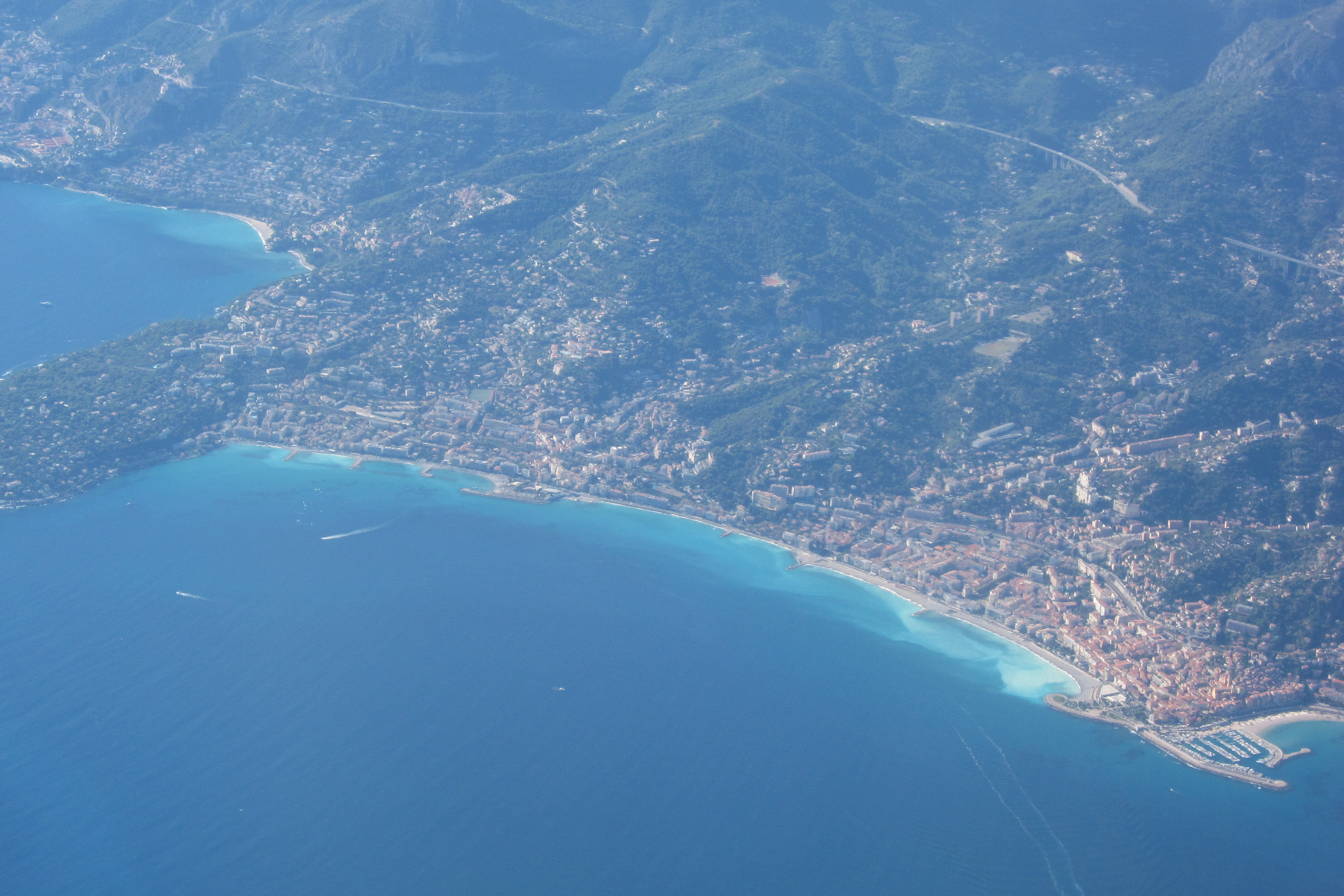
Site protégé de Menton orienté plein sud favorable à la culture du citronnier

### IGP
L'Association pour la Promotion du Citron de Menton (2004, 76 producteurs en 2024) et l'INAO constituent le dossier de demande d'IGP dès 2007. L'enregistrement de l'IGP Citron de Menton dans le registre des appellations d'origine protégées du 21 septembre 2015 est publiée au JOUE du 2 octobre. La demande d'enregistrement avait été publiée le 5 mai, elle reprenait les principaux points de cahier des charges contenu dans l’arrêté du 2 décembre 2014, JORF du 11 décembre 2014.
La spécificité du citron de Menton tient, non pas dans les cultivars utilisés mais dans les conditions pédoclimatiques de son aire de production, petite zone microclimatique littorale protégée avec une faible amplitude thermique, un ensoleillement important, des vents modérés et une hygrométrie estivale proche de 75 %. Le grès de Menton donne des sols aérés avec un pH légèrement alcalin autour de 8. Ce sont ces terrains qui conditionnent l'obtention du label.

### Citrons septentrionaux

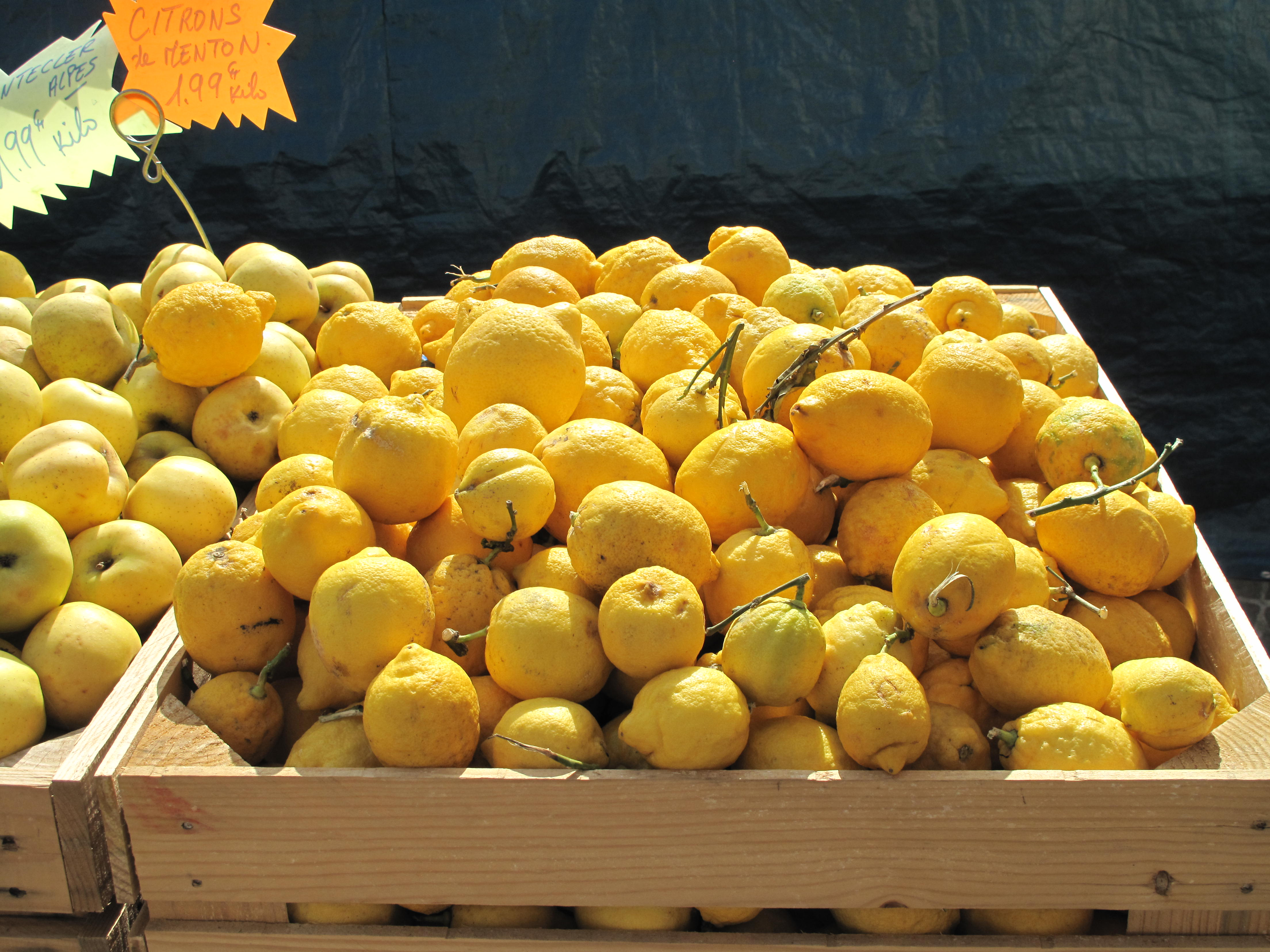
citrons de Menton

Le citronnier est sensible au gel et aux vents froids, en Méditerranée loin des littoraux méridionaux sa culture en plein champ n'est possible que dans des sites protégés. Les Limoni di Monterosso ou citrons de Monterosso est la production méditerranéenne de citrons de plein champ la plus septentrionale d'Europe. Il est  produit à 44,1 ° nord dans un site littoral abrité orienté au sud, il a lui aussi sa Sagra del Limone, et est inscrit Produit agroalimentaire traditionnel italien depuis 2018. Sur le 44 ° nord, légèrement au sud du précédant à Massa, le limone massese à peau très fine, aigre-doux avec une amertume agréable, est également labelisé en Italie et activement commercialisé.
Le citron de Menton (43,4 ° nord) est avec ces derniers remarquable pour sa culture sous une si haute latitude.
Il existe une antique tradition de culture du citron au nord de la Croatie mais il n'y a pas de production marchande. Le citron de Sanremo est devenu une culture marginale à cause du manque d'eau. Le citron rond du lac de Garde (45,8 ° nord) est le plus septentrional de tous, cultivé en terrasses abritées mais sa production est devenue anecdotique.

### Fête du citron

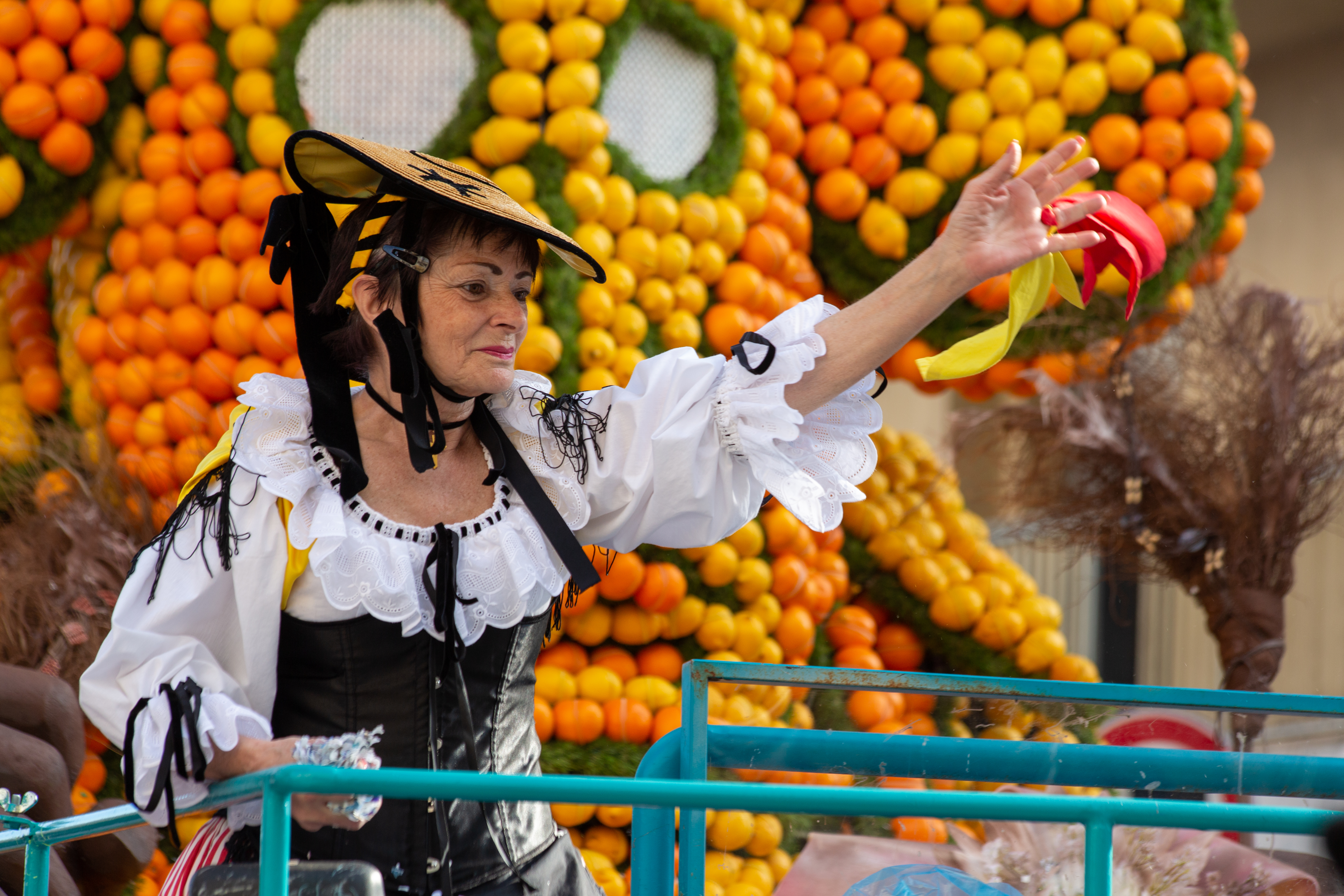
Fête du citron à Menton

La Fête du Citron est née le 20 avril 1933 dans les jardins du Riviera-Palace, à l'initiative du Syndicat des hôteliers de-Menton au profit d'œuvres charitables, avec la représentation de la Légende du Citron selon laquelle Eve aurait pris un citron avant de quitter le paradis et l'aurait enterré à Menton, thé dansant, etc. dans la continuité des fêtes du carnaval organisées depuis 1875. La fête du citron se perpétue pendant la guerre puis en 1947 s'ajoute une bataille de fleurs. De nos jours les chars de carnaval décorés de citrons et d’oranges défilent et la ville est pleine de compositions d’agrumes qui attirent un tourisme abondant et contribue à la notoriété du citron de Menton.

## Description

### Le fruit

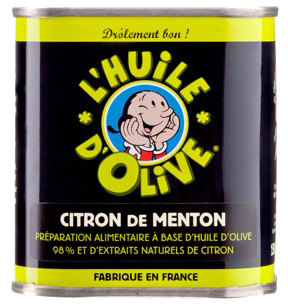
Huile olive au citron de Menton

L'IGP donne un fruit relativement petit: diamètre compris entre 53 à 90 mm (En 2023, le diamètre a été réduit à 50 mm pour tenir compte de la sécheresse due au réchauffement climatique), parfumé avec note de citronnelle fraîche (citronellal, citronellol et géraniol), teneur en jus > 25 %, rapport sucre/acide entre 1,2 et 2,2.
Les cultivars admis par l'IGP sont  Adamo (cultivar italien asperme, peu épineux), Cerza (cultivar italien de San Gregorio di Catania totalement asperme et bien juteux), Eureka (obtention californienne vigoureuse et productive largement cultivée dans le monde et spécialement en Corse), Santa Teresa (cultivar sicilien de Femininello originaire de Santa Teresa di Riva), la variété dénommée localement Menton (variété aromatique moyennement acide) et l'obtention INRA SRA 625. Il n'y a pas de limitation de porte-greffe pour autant qu'ils soient tolérants au sol alcalin:  citron Volkamer ou bigaradier.

### La transformation
La vente en frais a lieu de janvier à mars. On fait localement des pâtisseries, des sirops, une liqueur de citron, des confitures, une huile d’olive parfumée, etc.
Selon Alain Ducasse le citron de Menton tient bien au confisage.